# The Negation
The Negation è il terzo album in studio del gruppo death metal polacco Decapitated, pubblicato nel 2004.

## Tracce
1. The Fury – 4:26
2. Three-Dimensional Defect – 3:57
3. Lying and Weak – 3:25
4. Sensual Sickness – 4:05
5. The Calling (Instrumental) – 1:17
6. The Negation – 5:04
7. Long-Desired Dementia – 3:21
8. The Empty Throne – 4:41
9. Lunatic of God's Creation (Bonus track; Deicide cover) – 2:34

## Formazione
- Wojciech "Sauron" Wąsowicz – voce
- Wacław "Vogg" Kiełtyka – chitarra
- Marcin "Martin" Rygiel – basso
- Witold "Vitek" Kiełtyka – batteria